# Volovnik
Volovnik je naselje v Občini Krško.